# Komodo Inc.
komodo Inc. （コモドインク） は、2013年に結成した日本のインディーズバンド。バンド名の最初の文字は小文字が正式。キャッチー至上主義ピアノポップバンド。音源としてリリースされている全楽曲の作曲を岡部が手がけている。作詞は主に岡部だが、1stと2ndミニ・アルバムでは林も担当している。

## メンバー
- 岡部匡志（おかべ ただし） ボーカル、ピアノ。幼少期からピアノを習い、大学在学中より音楽活動を開始。バンドを結成しコンテストで賞を受賞（同じコンテストで岡部自身はベストボーカリスト賞を受賞）するも2010年2月に解散[1]。以降は主にソロ、サポートとして活動。2012年末には人前で歌う活動は終わりにしようと考えていたが、誘われてkomodo Inc.を結成する。
- 林大輔（はやし だいすけ、大阪府出身）ギター。A型。ベースのケロとは、2012年8月に解散したバンド「aromice.」で一緒に活動していた[2]。「椎代キキ（しいだきき）」名義でCM曲などの音楽制作・楽曲提供を手がける傍ら、インストゥルメンタルを主軸としたソロ活動も行っている[3]。
- ケロ（けろ、沖縄県宮古島出身）ベース。女性。AB型。
- 山﨑浩二朗（やまざき こうじろう、兵庫県高砂市出身）ドラム。A型。Zildjianエンドーサー。他バンドやミュージシャンのサポートも行っている。2018年9月には、ラウドロックバンド「おはようございます」に正式加入[4]。

## 来歴
2013年
- 2月、大阪にて現メンバーで結成[5]。
- 2月9日、初ライブを阿倍野ROCKTOWNで行う。
- 3月23日、1st single 「JUICY」発売[6]（現在廃盤）。
- 8月23日、1stミニアルバム「APARTMENT」のレコ発として、 心斎橋FANJ twiceにて初自主企画「CONNECT ME!」開催。

2014年
- 2月、上京し、以降東京を拠点に活動。
- 4月19日、上京後初ライブを「3331 Arts Chiyoda」にて行う。アコースティック編成。

2019年
- 3月、YouTubeにて公開されたHondaJetのWeb CMに「FULL VISION」(アルバム「NEW PORT」に収録)が使用される[7]。
- 7月、大阪「堀江 お魚ロックフェスティバル 2019」に出演。同日より会場にてEP「ORDINARY」を発売。

## ディスコグラフィ
|              | タイトル  | 発売日        | 販売生産番号 | 概要・収録曲 |
| EP           | EP        | EP            | EP           | EP |
| ------------ | --------- | ------------- | ------------ | --- |
|              | ORDINARY  | 2019年7月14日 | komd-004     | ライブ会場および公式オンライン・ストアにて販売。 1. Good bye Ordinary 2. アナログの月 3. Fantastic Violence 4. 遠く波の音                            |
| ミニアルバム |           |               |              | |
| 1st          | APARTMENT | 2013年8月23日 | komd-001     | 1. You know 2. citylab 3. メーデー 4. kagerou 5. CONNECT ME                                                                                          |
| 2nd          | CENTRAL   | 2015年7月19日 | komd-002     | 1. TERMINAL 2. balance 3. Night Coaster 4. 雨のフォルム 5. E.driver 6. シュノーケル 7. 素晴らしき世界                                                |
| フルアルバム |           |               |              | |
| 1st          | NEW PORT  | 2016年6月8日  | komd-003     | 1. ワンダーラスト 2. FULL VISION 3. 墜落 4. 思い出ゾンビ 5. 木枯しの帰り道 6. 東京トワイライト 7. 絡みつく心臓 8. イマジネーション 9. さよならの代償 |